# チャールズ・エイコック
チャールズ・ブラントリー・エイコック（英:Charles Brantley Aycock、1859年11月1日-1912年4月4日）は、アメリカ合衆国ノースカロライナ州出身の民主党政治家であり、1901年から1905年までノースカロライナ州知事を務めた。知事としての任期の間に州の公共教育制度の改良を訴え、知事を辞めてからも国中を旅して教育のために貢献した。
20世紀の大半で、エイコックは歴史家達やノースカロライナ州の政治家達によって、称賛すべきほとんど聖人であるかの用に扱われてきた。ノースカロライナ州の主要新聞に拠ると、近年この見解は再検討の対象になっている。
エイコックが知事になる前に1898年ウィルミントン暴動に参加しており、これはアメリカ合衆国史の中で1つのまた唯一のクーデターだとされている。

## 初期の経歴
エイコックはノースカロライナ州ウェイン郡で、ベンジャミンとセリーナのエイコック夫妻の10人いた子供の中で末っ子として生まれた。家族は当時ナフンタと呼ばれていた現在のフレモントの町近くに住んだ。父はエイコックが15歳の時に死んだが、母と兄達がエイコックの才能を認め、カレッジに行かせるべきだと判断した。1880年にノースカロライナ大学チャペルヒル校を弁論術と随筆で1等を取って卒業すると、ゴールズボロで法律実務を開始し、学校で教えて収入を補った。この2つの分野で成功したことで、ウェイン郡の学校の監督官に指名され、ゴールズボロ教育委員会に務めることになった。
エイコックは1888年にグロバー・クリーブランドの選挙人になったことでその政歴が始まり、この時に弁論家と政治討論者としての評判を得た。1893年から1897年には、ノースカロライナ州東部地区の連邦検察官を務めた。1898年と1900年、エイコックは民主党の「白人至上主義」運動で傑出した者となり、共和党の知事候補スペンサー・アダムズを破って知事に当選した。

## 知事
知事としてのエイコックは公共教育制度を支持した故に「教育知事」として知られるようになった。彼が知事であった間に1日に1校のわりで学校が建設されたと言われた。おそらく母が不動産の証書に署名する時に印しだけを付けたのを見て、教育にのめり込むようになったと考えられている。エイコックは教育無くして永続する社会改革は成し遂げられないと考えた。教師の給与増加、学期の長期化、および新しい校舎の建設を支援した。「690の新しい校舎が建設された。599校は白人用、91校は黒人用だった。」
バンス・グランビル・コミュニティカレッジのジョン・ベック、ウェンディ・フランドセンおよびアーロン・ランドールに拠れば、白人至上主義運動を助長したそのエイコックがノースカロライナ州でも最初の革新的知事と考えられている。白人至上主義者としての嫌な役割にも拘らず、現在の州内でも公共教育の父として記憶され栄誉を称えられており、州内にエイコックの名前を冠した公立学校の無い郡はほとんど無いくらいである。

## 晩年と遺産
エイコックは1905年に知事の職を辞した後、法律実務を再開した。1912年に僚友の民主党員ファーニフォールド・M・シモンズが現職だったアメリカ合衆国上院議員の選挙に出馬するよう説得された。しかしその党指名が決まる前の1912年4月4日、アラバマ州教育協会のための演説原稿を準備しているときに、心臓発作で死んだ。
ノースカロライナ州グリーンズボロでは、ノースカロライナ大学グリーンズボロ校のホール、通り、地区および中学校が全てエイコックに因んで名付けられている。ノースカロライナ大学チャペルヒル校、イースト・カロライナ大学およびデューク大学の寮もエイコックに因んで名付けられている。パイクビルにはエイコックに因んで名付けられた高校がある。
1832年、チャールズ・ケックの制作になるエイコックの銅像がワシントンD.C.アメリカ合衆国議会議事堂の国立彫像ホール・コレクションにノースカロライナ州議会から寄贈された。この像は最初の13植民地にあたる州から寄贈された他の彫像と共に議事堂の地下室に展示されている。